# Molecular Biology and Evolution
Molecular Biology and Evolution — міжнародний науковий журнал, спеціалізований з публікації результатів досліджень у галузі еволюційної біології з використанням методів молекулярної біології. Редакторами-засновниками були Волтер Фітч і Масатоші Ней; нинішніми головними редакторами є Брендон Гаут і Клаудія Руссо.